# Vetelia
Vetelia ist eine ausgestorbene Gattung der Gürteltiere. Sie lebte vom Unteren bis zum Oberen Miozän vor etwa 18 bis 7 Millionen Jahren im heutigen südlichen Teil von Südamerika. Fossilfunde sind aus verschiedenen Gesteinseinheiten in Argentinien und Chile bekannt. In den meisten Fällen bestehen sie aus isolierten Knochenplättchen des Panzers, es kommen aber auch Schädel und Gebissreste vor. Die Tiere erreichten etwa die Größe des Riesengürteltiers. Charakteristisch sind die kurze Schnauze und der Panzer, der im vorderen Abschnitt nur einen kurzen verfestigten Bereich aufwies. Die Gattung wurde im Jahr 1891 wissenschaftlich eingeführt. In der Regel galt sie als der Verwandtschaftsgemeinschaft des Sechsbinden-Gürteltiers näherstehend. Genauere Analysen aus dem Jahr 2021 erbrachte jedoch eine engere Bindung an das Riesengürteltier. Es sind drei Arten anerkannt.

## Merkmale

### Skelettmerkmale

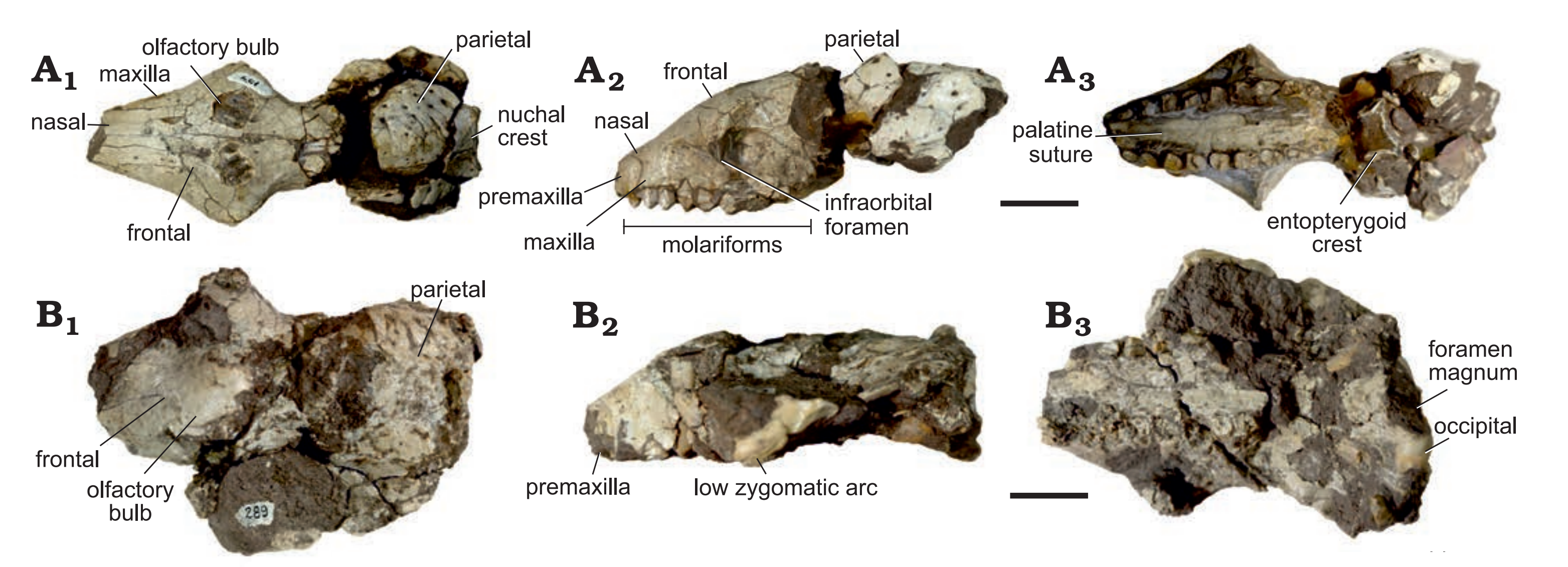
Schädel von Vetelia

Vetelia war ein großer Vertreter der Gürteltiere, seine Ausmaße entsprachen in etwa denen des heutigen Riesengürteltiers (Priodontes). Das aufgefundene Skelettmaterial schließt mehrere Schädel und Teile des Panzers ein. Der Schädel wurde 9,8 bis 11,1 cm lang und im Bereich der Riechkolben 4,6 bis 5,7 cm breit. Auf Höhe der Orbita verengte er sich auf 2,6 bis 3,2 cm. Die Breite ist vergleichbar mit dem Schädel des Riesengürteltiers, die Länge allerdings um rund 33 % kürzer. Letzteres liegt vor allem am stumpferen Rostrum von Vetelia, das nur einen sehr kurzen Mittelkieferknochen aufwies. In Seitenansicht war es zusätzlich sehr hoch und verursachte dadurch ein weniger deutlich geschwungenes Stirnprofil als bei anderen Gürteltieren. Auf dem Hirnschädel fehlte ein markanter Scheitelkamm. Der Hinterhauptskamm hingegen war robust und in Aufsicht W-förmig, was an das Riesengürteltier und die Nacktschwanzgürteltiere (Cabassous) erinnert. Die Jochbögen kragten weit aus. In Seitenansicht erreichten sie ihren tiefsten Punkt etwa in der Mitte, wo sie bis auf Höhe der Kauebene gelangten. Auch das findet sich bei den Nacktschwanzgürteltieren und bei den Kugelgürteltieren (Tolypeutes), beim Riesengürteltier liegt der tiefste Punkt noch darunter. Am vorderen Jochbogenansatz, der etwa beim vierten molarenartigen Zahn begann, öffnete sich das Foramen infraorbitale. Es nahm dadurch eine Position wie bei den Kugelgürteltieren und einigen euphractinen Gürteltieren ein, war im Vergleich zum Riesengürteltier und zu den Nacktschwanzgürteltieren jedoch weiter nach hinten verlagert. Auf der Schädelunterseite zeigte sich der Gaumen generell flach, ähnlich zu zahlreichen anderen tolypeutinen Gürteltieren.

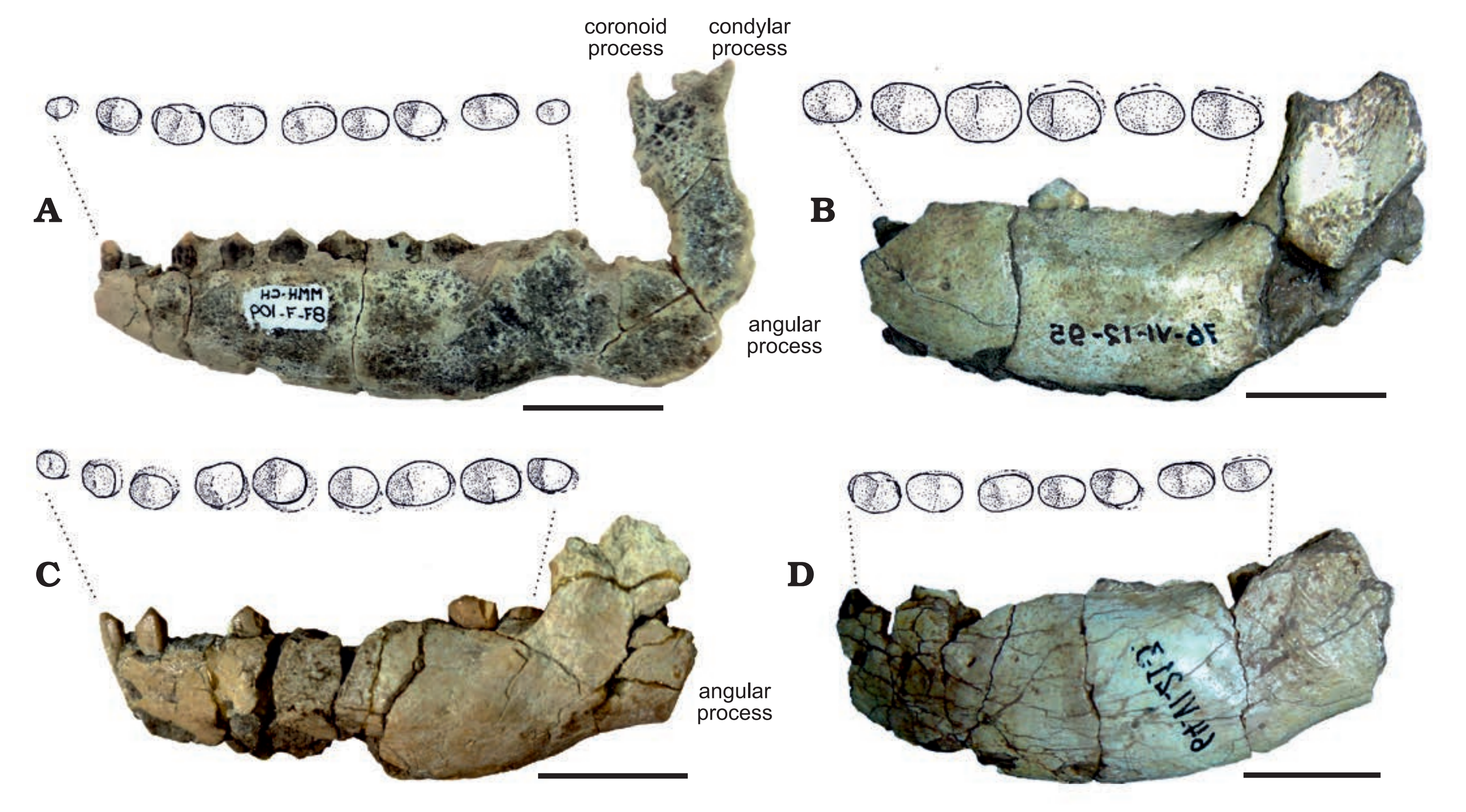
Unterkiefer von Vetelia

Der Unterkiefer war massiv gebaut. Der horizontale Knochenkörper wurde breit und verschmälerte sich nur leicht nach vorn. Die größte Breite wurde am achten mahlzahnartigen Zahn erreicht. Die größte Höhe lag wiederum unter dem neunten Zahn mit 2,1 bis 2,3 cm. Im Vergleich zu anderen Gürteltieren war der Unterkiefer insgesamt deutlich robuster. An der Außenseite zeigte das Foramen mentale bis zu vier Öffnungen zwischen dem zweiten und fünften molariformen Zahn. Der aufsteigende Ast setzte in einem Winkel von 90 bis 120° an. Seine Höhe betrug etwa ein Drittel der Länge des horizontalen Knochenkörpers, was zwischen dem Riesengürteltier beziehungsweise den Nacktschwanzgürteltieren mit einem kürzeren und den Kugelgürteltieren mit einem längeren aufsteigenden Ast vermittelt. Der Gelenkfortsatz überragte den Kronenfortsatz wie es ebenfalls beim Riesengürteltier und bei den Nacktschwanzgürteltieren vorkommt. Der Winkelfortsatz war markant und lag auf Höhe der Kauebene. Das ist typisch für alle tolypeutinen Gürteltiere, bei euphractinen Vertretern setzt er höher an.
Wie bei den meisten Gürteltieren war das Gebiss homodont. In jeder Zahnreihe bestanden oben und unten neun Zähne, so dass insgesamt 36 Zähne ausgebildet waren. Diese hatten eine mehr oder weniger zylindrische Gestalt mit der größten Länge in Richtung der jeweiligen Schädelachse. Allgemein ähnelten sie den Molaren anderer Säugetiere. Sowohl in der oberen wie der unteren Zahnreihe, die parallel zueinander verliefen, nahm sie Größe bis zum sechsten Zahn zu, verringerte sich dann aber wieder. Die größten Zähne wiesen Ansätze einer zweilappigen Kauoberfläche auf. In der oberen Zahnreihe saß der erste molariforme Zahn im Mittelkieferknochen, was bei anderen tolypeutinen Gürteltieren nicht vorkommt, bei euphractinen Formen jedoch auftritt. Der vorderste Zahn der unteren Zahnreihe ragte direkt vom vorderen Rand des Unterkiefers auf, das Merkmal ist entsprechend einzigartig unter den Gürteltieren. Im Unterkiefer nahm die gesamte Zahnreihe die Länge des horizontalen Knochenkörpers ein und bezifferte sich auf 5,8 bis 6,7 cm. Im Oberkiefer beanspruchte sie mit 5,4 bis 5,8 cm gut die Hälfte der Schädellänge.

### Rückenpanzer

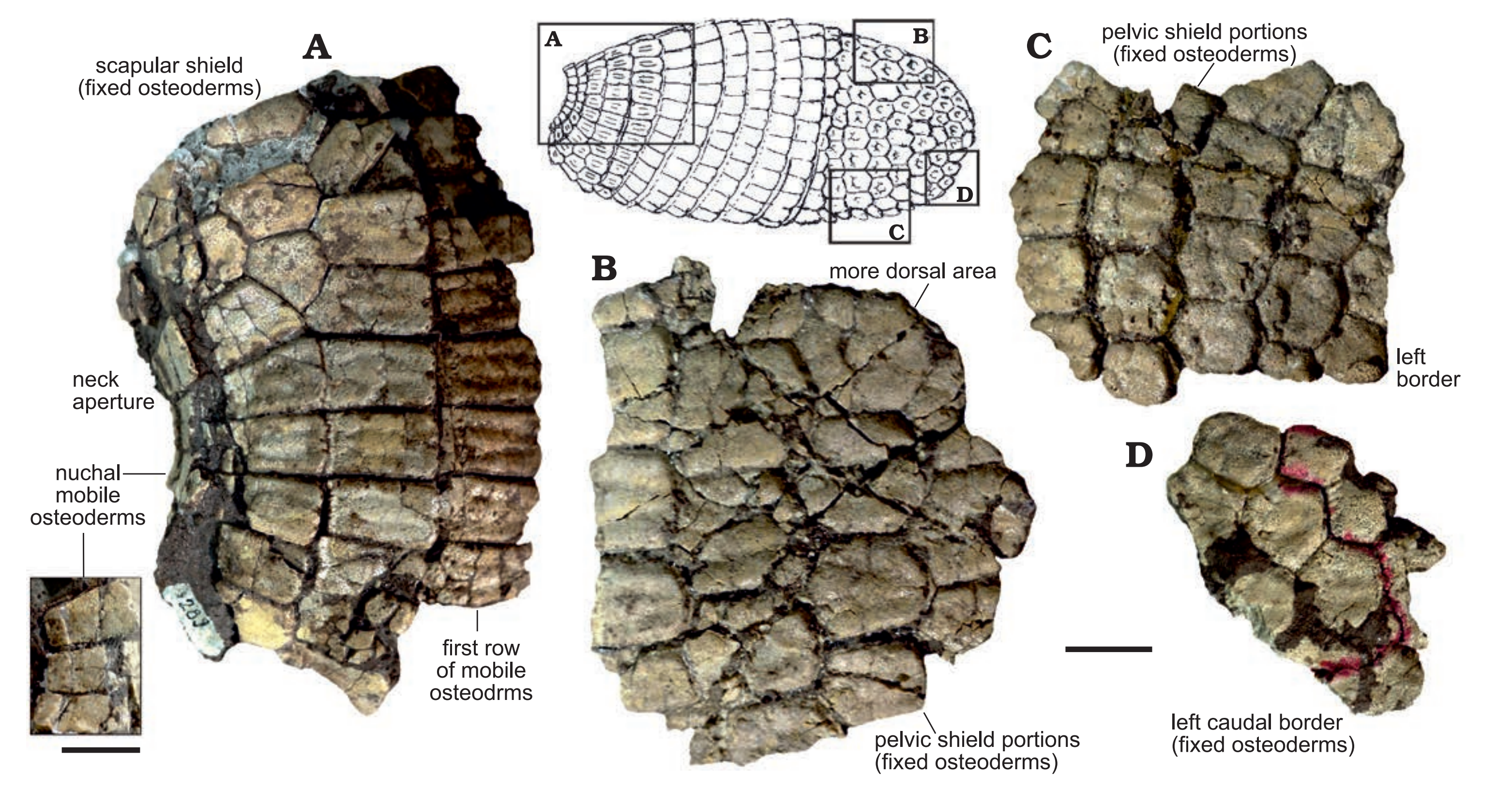
Panzerfragmente von Vetelia mit Lage im Rückenpanzer

Der Panzer ist überwiegend über einzelne Knochenplättchen oder  Osteoderme bekannt, es liegen jedoch zusätzlich größere zusammenhängende Fragmente aus dem vorderen und hinteren Bereich vor. Wie bei den meisten Gürteltieren üblich bestand er bei Vetelia aus einem jeweils festen Abschnitt in der Schulter- und Beckengegend sowie aus beweglichen Bändern dazwischen. Der feste Schulterpanzer war aber stark reduziert und besaß nur zwei Reihen an Osteodermen. Jene der festen Panzerabschnitten wiesen etwa die Größe derer des Riesengürteltiers auf, waren aber dicker. Ihre Länge variierte von 1,53 bis 2,21 cm, die Breite von 1,33 bis 2,05 cm. Einzelnen Funden zufolge waren die Knochenplättchen des Schulterschildes etwas länger gestreckt als die des Beckenschildes, was von heutigen Gürteltieren aus der tolypeutinen Verwandtschaftsgruppe nicht bekannt ist. Insgesamt hatten sie einen sechseckigen Umriss. Auf der äußeren Oberfläche befand sich eine Ornamentierung. Sie setzte sich aus einer zentralen, breiten und leicht aufgewölbten Figur mit jeweils einem länglichen Seitenelement zusammen. Am vorderen Ende bestanden noch einzelne kleinere Figuren, deren Anzahl zwischen eins bis vier schwankte. Getrennt wurden die einzelnen Erhebungen durch kleine Rillen, die sich nach hinten auflösten. In den Rillen waren einzelne Öffnungen ausgebildet. Die Osteoderme der beweglichen Bänder zeigten einen lang-rechteckigen Umriss mit Längen von 1,92 bis 3,28 cm und Breiten von 0,93 bis 1,70 cm. Wie bei allen Gürteltieren bildete der vordere Teil die Gelenkfläche, der das Knochenplättchen mit dem des vorangehenden Bandes artikulierte. Seine Oberfläche war überwiegend glatt. Der hintere Abschnitt wies hingegen ebenfalls eine Musterung auf. Hierbei wurde eine zentrale  längliche Figur von jeweils einer seitlichen eingerahmt. Die trennenden Rillen waren nicht in jedem Fall gut ausgebildet, so dass sich die Seitenmuster im vorderen Abschnitt mitunter in einzelne kleinere Figuren auflösten. Wie bei den Knochenplättchen der festen Panzerabschnitte kamen in den Rillen einzelne Öffnungen vor. Die Musterung bei Vetelia findet sich ähnlich auch beim Riesengürteltier und bei den Nacktschwanzgürteltieren wieder, häufig lässt sie sich bei diesen aber nur in den auflagernden Keratinschildchen erkennen.

## Fossilfunde
Fossilreste von Vetelia sind hauptsächlich aus dem südlicheren Teil von Südamerika bekannt und wurden in Argentinien und Chile entdeckt. Das stammesgeschichtlich ältere Fundmaterial beschränkt sich weitgehend auf einzelne isolierte Knochenplättchen. Sehr frühe Funde sind aus der Pinturas-Formation des Unteren Miozän dokumentiert im Norden der argentinischen Provinz Santa Cruz. Sie korreliert zeitlich mit den unteren Abschnitten der Santa-Cruz-Formation aus dem Süden der gleichen Provinz. Die Santa-Cruz-Formation ist eine der bedeutendsten Fossillagerstätten des Neogens in Südamerika und besticht durch ihre Reichhaltigkeit an Wirbeltierresten, die schon seit dem Ende des 19. Jahrhunderts wissenschaftliches Interesse hervorrufen. Vetelia tritt hier zwar nicht sehr häufig auf, doch wurde aus der Gesteinseinheit das Typusmaterial beschrieben. Die Gürteltiergattung ist Teil einer vielfältigen Fauna an Gepanzerten Nebengelenktieren, zu denen unter anderem auch Stegotherium, Proeutatus oder Prozaedyus gehören. Das untere zeitliche Limit beider Gesteinseinheiten kann mit etwa 18 Millionen Jahren angegeben werden.
Deutlich umfangreicher wird das Fundmaterial im ausgehenden Mittleren und Oberen Miozän. Einzelne Reste sind so beispielsweise aus der Río-Mayo-Formation belegt. Die Arroyo-Chasicó-Formation des Oberen Miozän im Süden der argentinischen Provinz Buenos Aires erbrachte neben isolierten Knochenplättchen und einzelnen größeren Panzerfragmenten zusätzlich auch mehrere Unterkiefer. Die rund 9 Millionen Jahre alten Ablagerungen bargen des Weiteren Reste von Chlamydophractus und Chasicotatus als Vertreter der Gürteltiere, darüber hinaus auch solche von Kelenkura als Mitglied der Glyptodontidae. Etwa zeitgleich bildete sich die Cerro-Azul-Formation in der argentinischen Provinz La Pampa heraus. Allein fast 5200 Fossilreste sind den Gepanzerten Nebengelenktieren zuzuweisen. Vetelia ist hier lediglich mit einigen wenigen Osteodermen identifiziert, war aber mit zahlreichen Formen wie Chasicotatus, Doellotatus, Proeuphractus, Ringueletia, Chorobates und Macrochorobates vergesellschaftet. Von Bedeutung ist auch die Loma-de-las-Tapias-Formation in der argentinischen Provinz San Juan, da von hier verschiedene Unterkiefer und die bisher einzigen Schädelreste von Vetelia dokumentiert wurden. Eine Fundeinheit bestand neben dem Schädel aus Panzerfragmenten und postcranialen Skelettelementen wie Wirbel und Langknochen. Des Weiteren sei noch auf die Desencuentro-Formation in der argentinischen Provinz La Rioja verwiesen, von wo einzelne Knochenplättchen berichtet wurden. Eine markante Tufflage datiert radiometrisch auf rund 7,4 Millionen Jahre. Möglicherweise bereits in den Übergang zum Pliozän gehören die Fossillagen der Toro-Negro-Formation in der gleichen Provinz. Sie erbrachten ebenfalls Osteoderme von Vetelja, darunter auch solche eines Jungtiers. Ebenfalls ließ sich hier eine recht umfangreiche Begleitfauna an Gürteltieren ermitteln, so unter anderem mit Chasicotatus, Macrochorobates, Prozaedyus und Paleuphractus.

## Paläobiologie
Zur Paläobiologie von Vetelia liegen nur wenige Informationen vor. Im Unterschied zu anderen tolypeutinen Gürteltieren wie dem Riesengürteltier, den Nacktschwanzgürteltieren und den Kugelgürteltieren war das Rostrum bei Vetelia extrem kurz und hoch, der Unterkiefer massig und die vorderen Zähne allgemein robust. Außerdem fehlte ein vor den Zähnen gelegenes Diastema. Diese Merkmale werden häufig mit einem tendenziell höheren Fleischanteil in der Nahrung assoziiert. An einzelnen Knochenplättchen aus der Arroyo-Chasicó-Formation treten Perforierungen von rund 3,5 mm Durchmesser auf, die in die äußere Oberfläche eingebracht sind. Sie ähneln jenen, die bei rezenten Arten häufig von Flöhen der Gattung Tunga verursacht werden, indem diese sich in den Panzer hineinfressen und dort einnisten. Mit einem Alter von rund 9 Millionen Jahren wäre es der bisher älteste Nachweis von Parasitismus durch Insekten bei den Gürteltieren.

## Systematik
Vetelia ist eine ausgestorbene Gattung aus der Gruppe der Gürteltiere (Dasypoda). Innerhalb der heutigen Gürteltiere werden insgesamt zwei Familien unterschieden. Diese umfassen die Dasypodidae mit den Langnasengürteltieren und die Chlamyphoridae mit allen anderen Vertretern. Zu den allgemeinen Kennzeichen der Gürteltiere gehören der Rückenpanzer mit beweglichen Bändern und die stiftartigen Zähne. Aufgrund sowohl skelettanatomischer Erwägungen als auch molekulargenetischer Befunde sind zudem die ebenfalls ausgestorbenen Glyptodontidae zu den Gürteltieren zu zählen, deren gemeinsame Merkmale ein starrer Panzer und lappenförmige Zähne zur Aufnahme pflanzlicher Nahrung darstellen. Ebenso können aus anatomischen Gründen wahrscheinlich auch die Pampatheriidae hinzugerechnet werden, die wiederum eher den Gürteltieren ähnelten. Die Dasypoda bilden einen Teil der Ordnung der Gepanzerten Nebengelenktiere (Cingulata). Ihre Schwestergruppe innerhalb der Ordnung bilden vermutlich die Peltephilidae.
Ursprünglich wurde Vetelia als zur Unterfamilie der Euphractinae gehörig betrachtet, welche das heutige Sechsbinden-Gürteltier (Euphractus), die Borstengürteltiere (Chaetophractus) und das Zwerggürteltier (Zaedyus) zusammenfasst. In ihrer stammesgeschichtlichen Vergangenheit bildeten die Euphractinae eine extrem erfolg- und formenreiche Gruppe mit zahlreichen ausgestorbenen Vertretern. Allerdings vermutete bereits in den 1950er Jahren Robert Hoffstetter basierend auf der Gestaltung der Knochenplättchen eine nähere Bindung von Vetelia zu den Tolypeutinae. Diese Unterfamilie vereint wiederum die Verwandtschaftsgruppe der Kugelgürteltiere (Tolypeutes), der Nacktschwanzgürteltiere (Cabassous) und des Riesengürteltiers (Priodontes). Die Untersuchung von zahlreichem Neufundmaterial, das neben den Osteodermen zusätzlich auch Schädel- und Kieferreste beinhaltete, konnte im Jahr 2021 letztere Annahme bestätigen. Dies beruht neben den Übereinstimmungen in der Ornamentierung der Osteoderme und im Panzeraufbau zusätzlich auf einzelnen Schädelmerkmalen, etwa der niedrigen Position des Jochbogens und dem im Vergleich zum Gelenkfortsatz wenig aufragenden Kronenfortsatz am Unterkiefer. Hiernach formt Vetelia die Schwestergruppe der Nacktschwanzgürteltiere und des Riesengürteltiers. Allgemein sind die Tolypeutinae nur selten im Fossilbericht vertreten. Molekulargenetischen Studien zufolge trennten sie sich im Unteren Oligozän vor rund 33 bis 32 Millionen Jahren von den anderen Linien der Chlamyphoridae ab. Eine weitere Diversifizierung setzte bereits im Oberen Oligozän vor gut 26 Millionen Jahren ein.

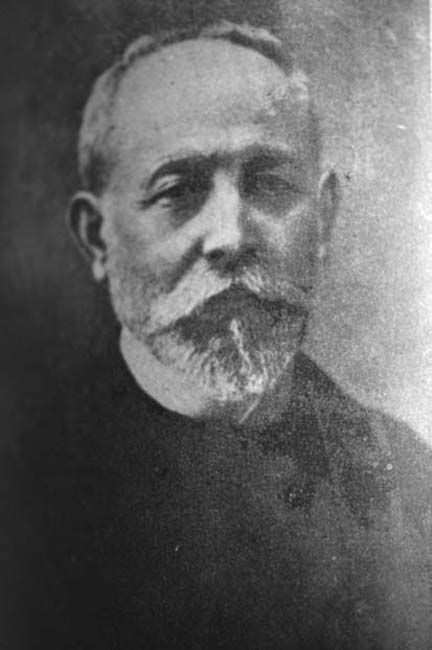
Florentino Ameghino

Der Gattung Vetelia werden drei Arten zugewiesen:
- V. gandhii Esteban & Nasif, 1996
- V. perforata Scillato-Yané, 1977
- V. puncta Ameghino, 1891

V. puncta ist die Nominatform und trat vor allem im Unteren und Mittleren Miozän auf. Die beiden anderen Arten sind stammesgeschichtlich jünger und waren im Mittleren und Oberen Miozän präsent. Generell sind sich die drei Arten im anatomischen Sinne seht ähnlich, die Unterscheidung erfolgt unter anderem anhand der Position verschiedener Öffnungen in den Osteodermen.
Die wissenschaftliche Erstbeschreibung von Vetelia wurde im Jahr 1891 durch Florentino Ameghino verfasst. Ameghino standen hierfür mehrere Knochenplättchen des Panzers zur Verfügung, die sowohl den beweglichen Bändern als auch den festen Panzerbereichen zugehören. Das Holotyp-Material (Sammlungsnummer MACN-A-2139) stammt aus der Santa-Cruz-Formation im Süden Argentiniens und datiert in das beginnende Mittlere Miozän. Es wurde bei einer der Reisen von Ameghinos Bruder Carlos an der Fundstelle Karaiken aufgelesen. Laut Theodore Sherman Palmer leitet sich Vetelia von dem Wort vetel ab, das in den araukanischen Sprachen so viel wie „Gürteltier“ bedeutet.